# Taman Mini Indonesia Indah
Taman Mini Indonesia Indah (TMII), "le parc miniature de la belle Indonésie", est un parc de loisirs à Jakarta en Indonésie.
Le parc a une superficie d'environ 1 km2. Il se veut un résumé de la culture indonésienne à travers les 26 provinces du pays, représentée chacune par un  pavillons distinct représentant son architecture, ses costumes, ses musiques et ses danses traditionnels. Le parc possède en outre un lac au milieu duquel on trouve l'archipel indonésien en miniature, un téléphérique, des musées, un cinéma Imax, le Keong Emas, un théâtre, le Teater Tanah Airku et de nombreux autres équipements.

## Galerie

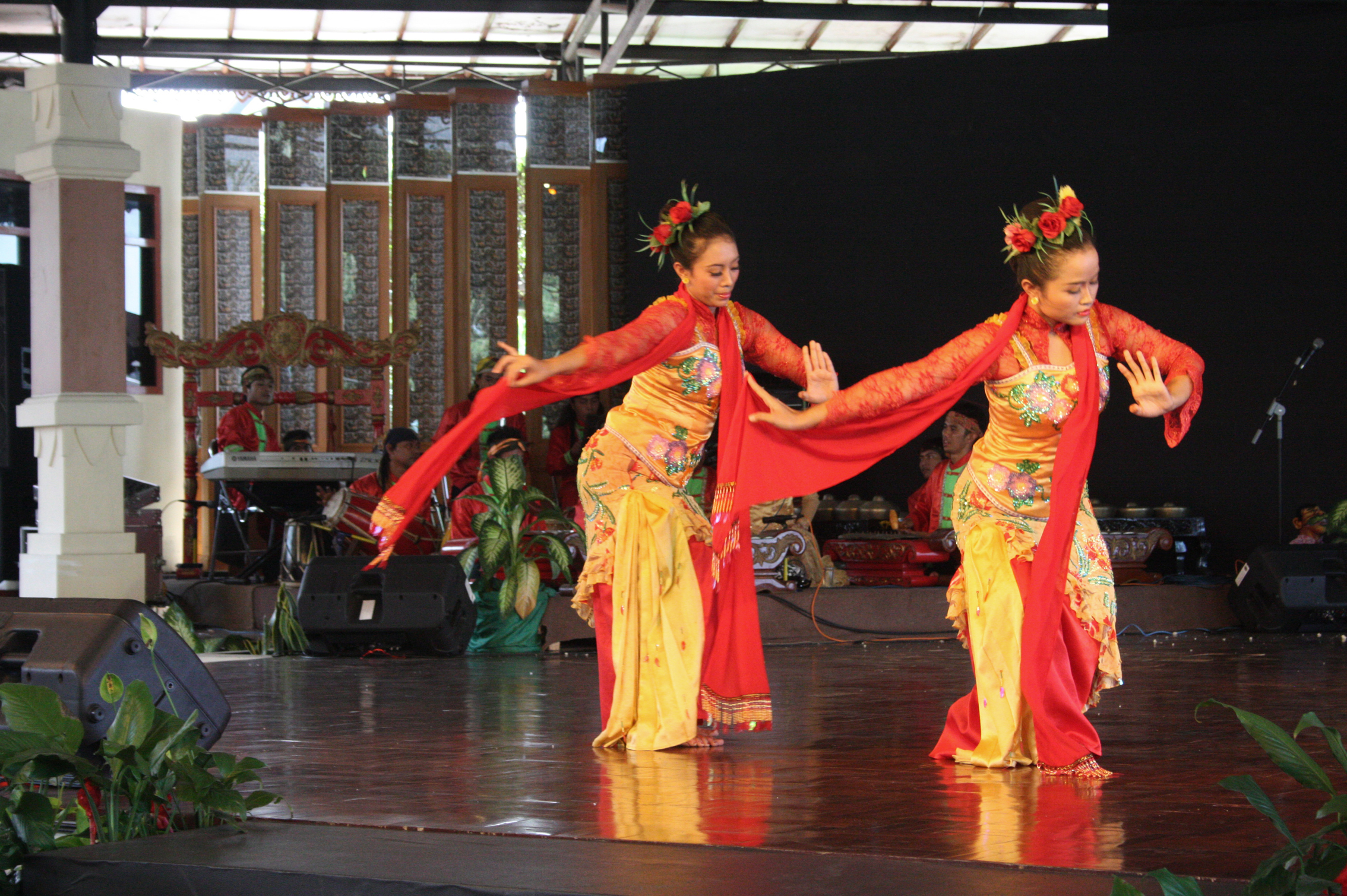
Spectacle de jaipongan au pavillon de Java occidental
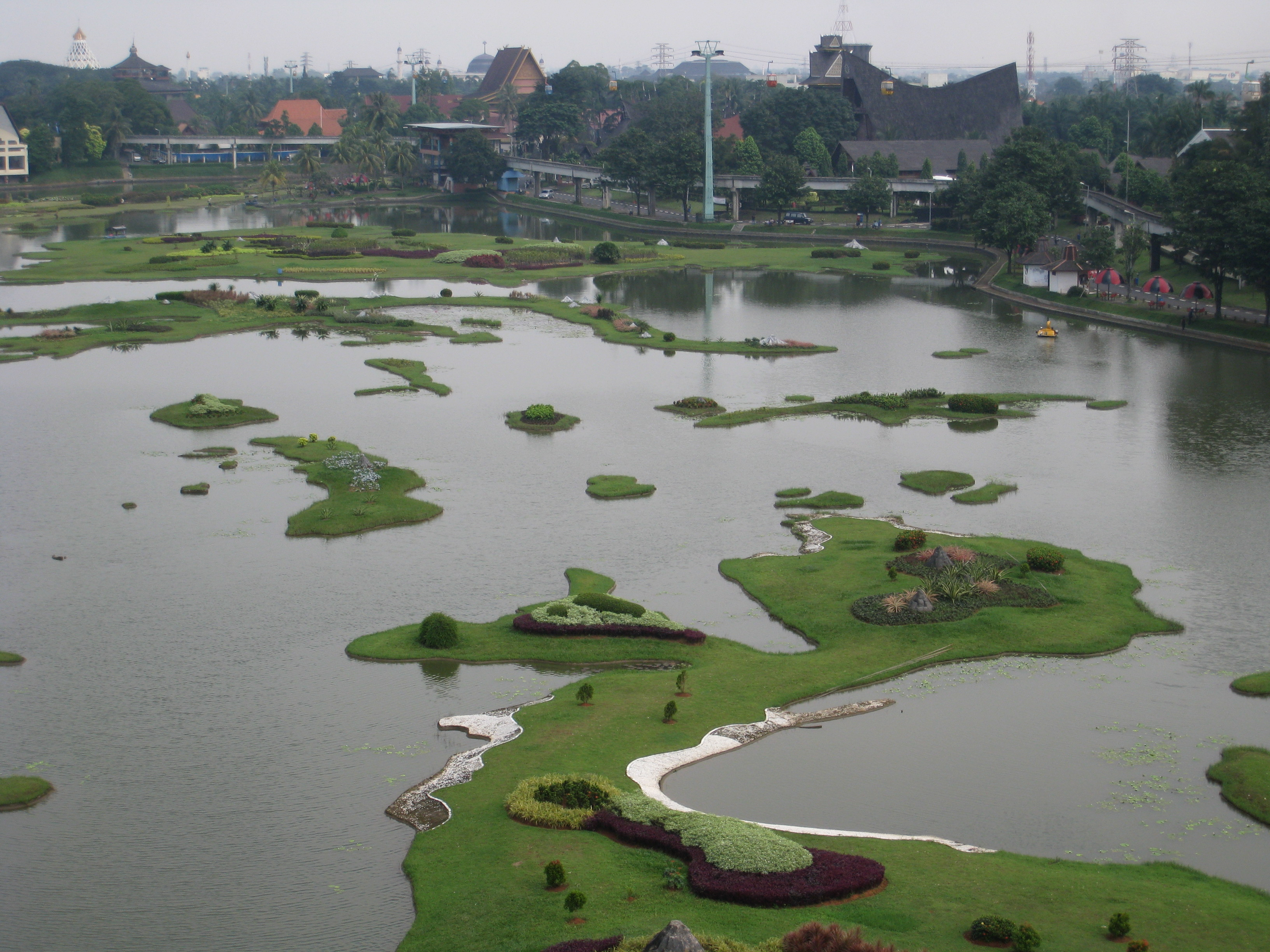
L'archipel indonésien en miniature dans le lac, vu du téléphérique.
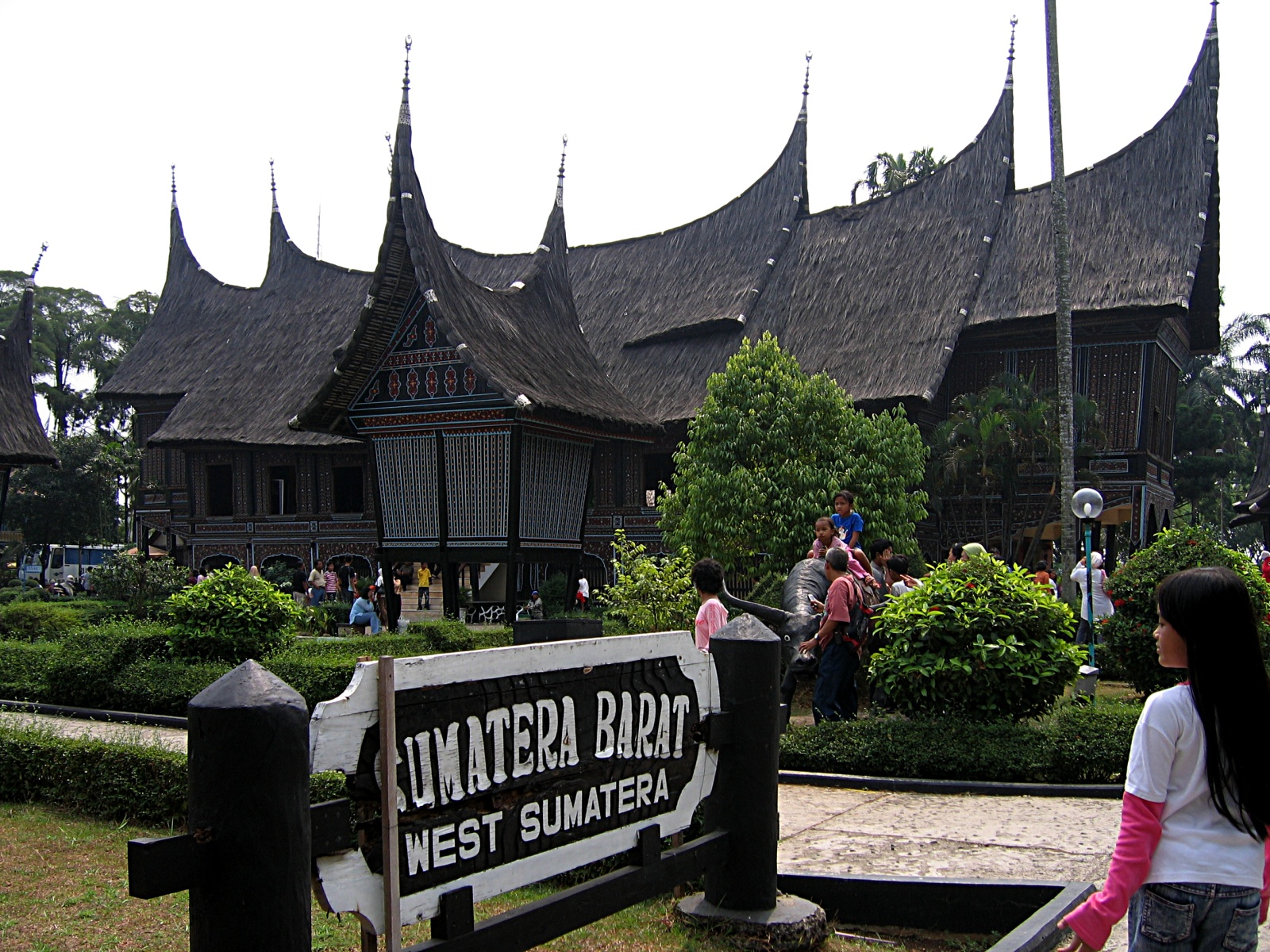
Le pavillon de Sumatra occidental
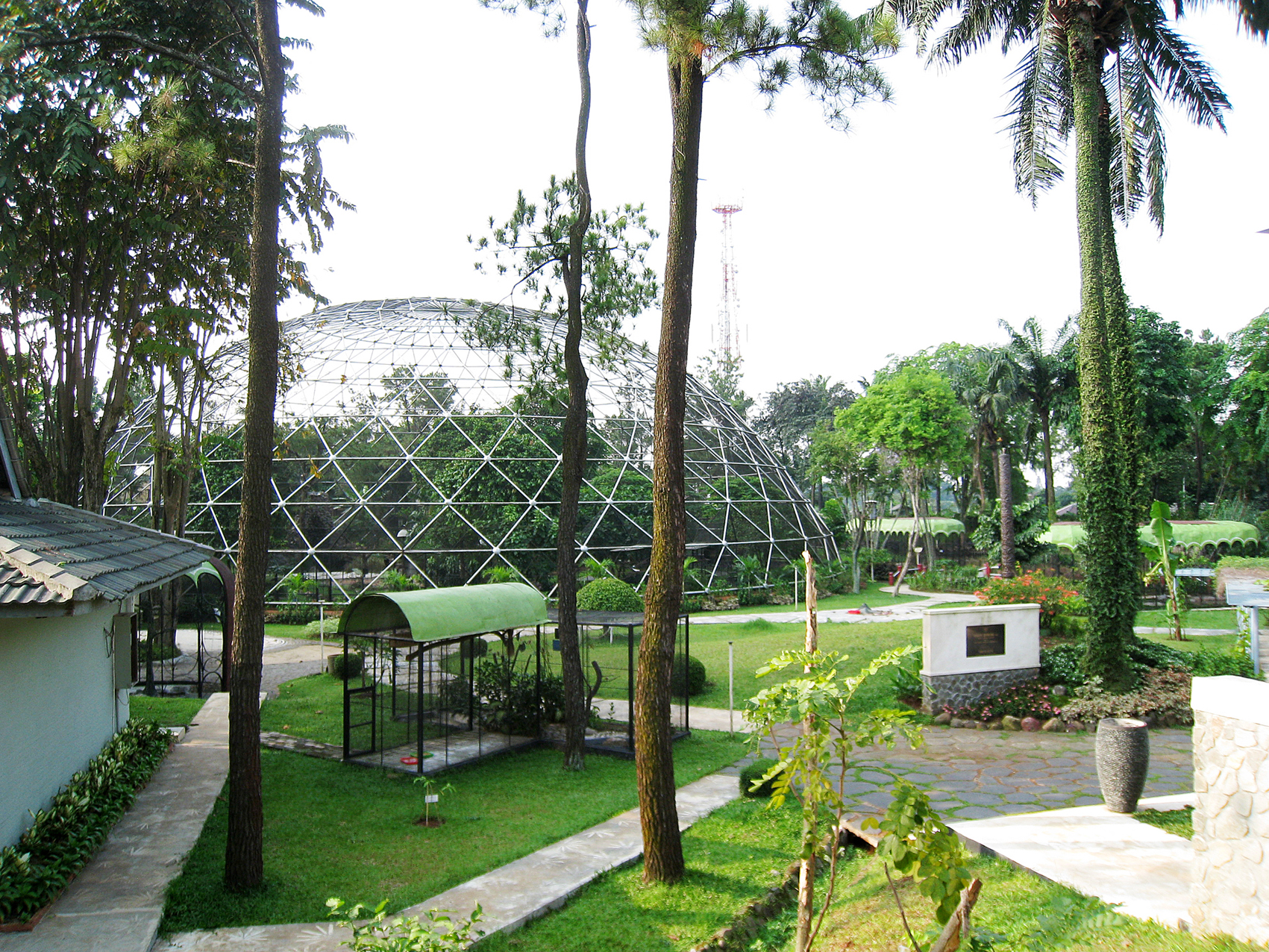
La cage à oiseaux sphérique
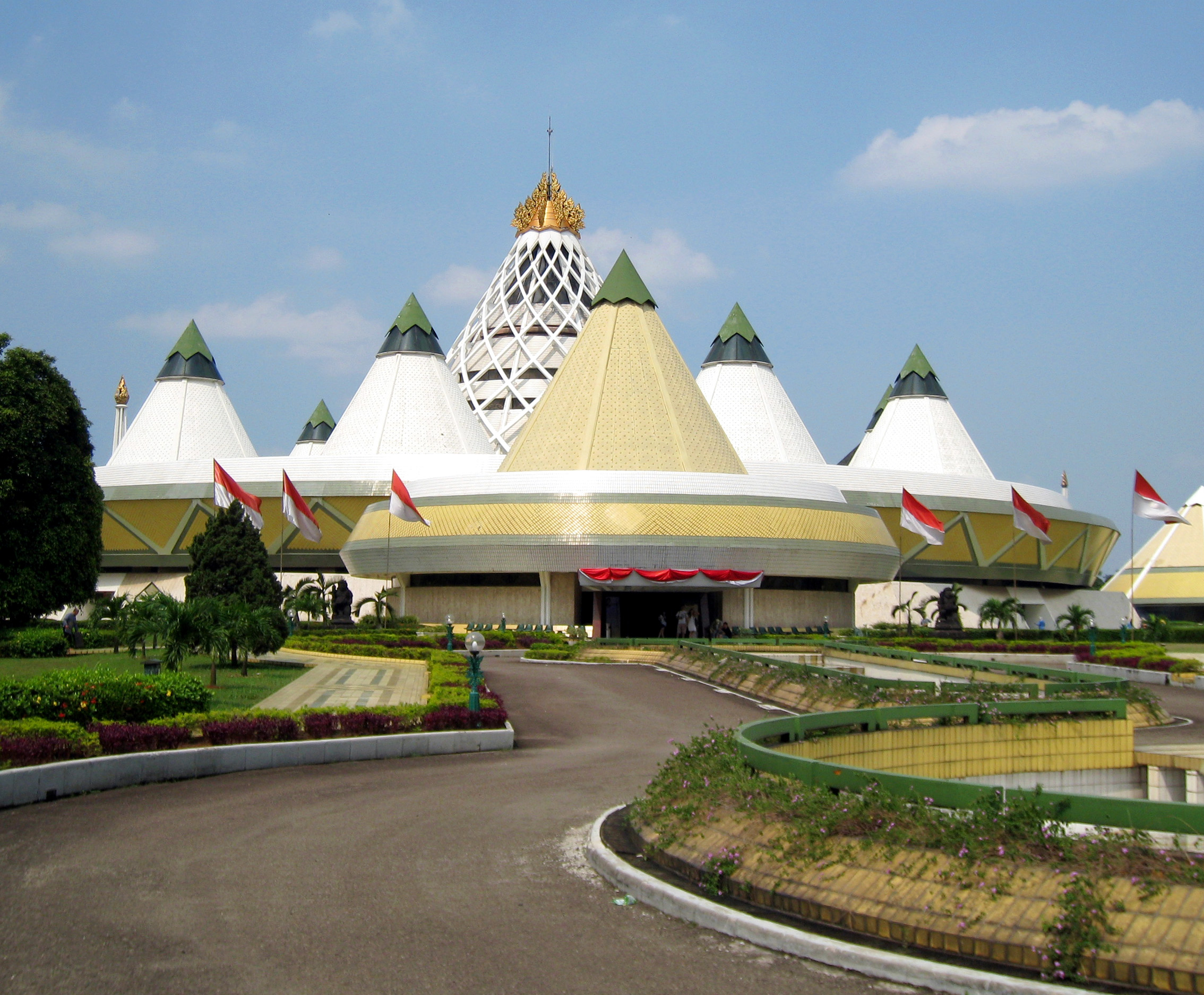
Le musée Purna Bhakti Pertiwi en forme de tumpeng (cône de riz jaune)
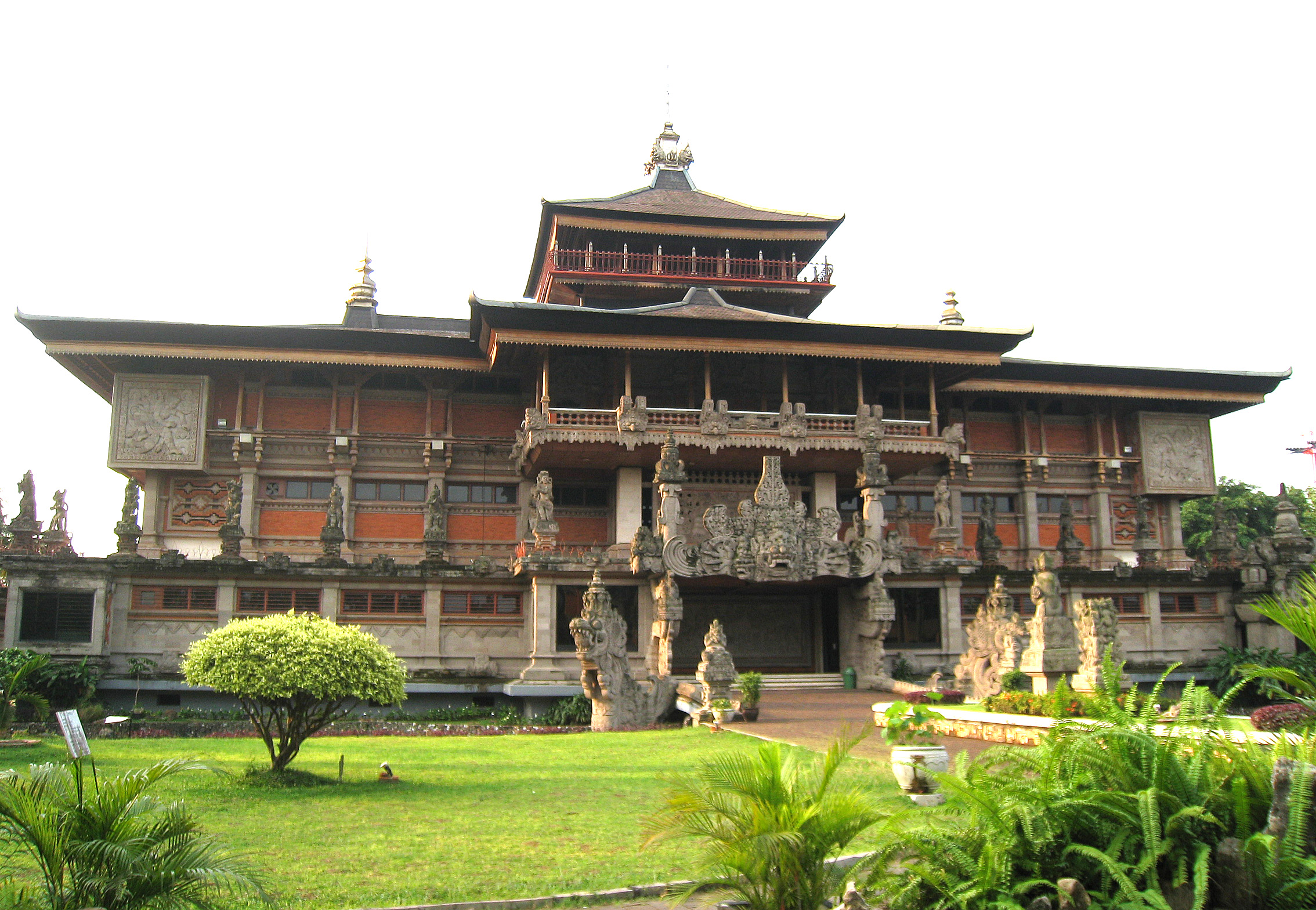
Le musée de l'Indonésie de style balinais
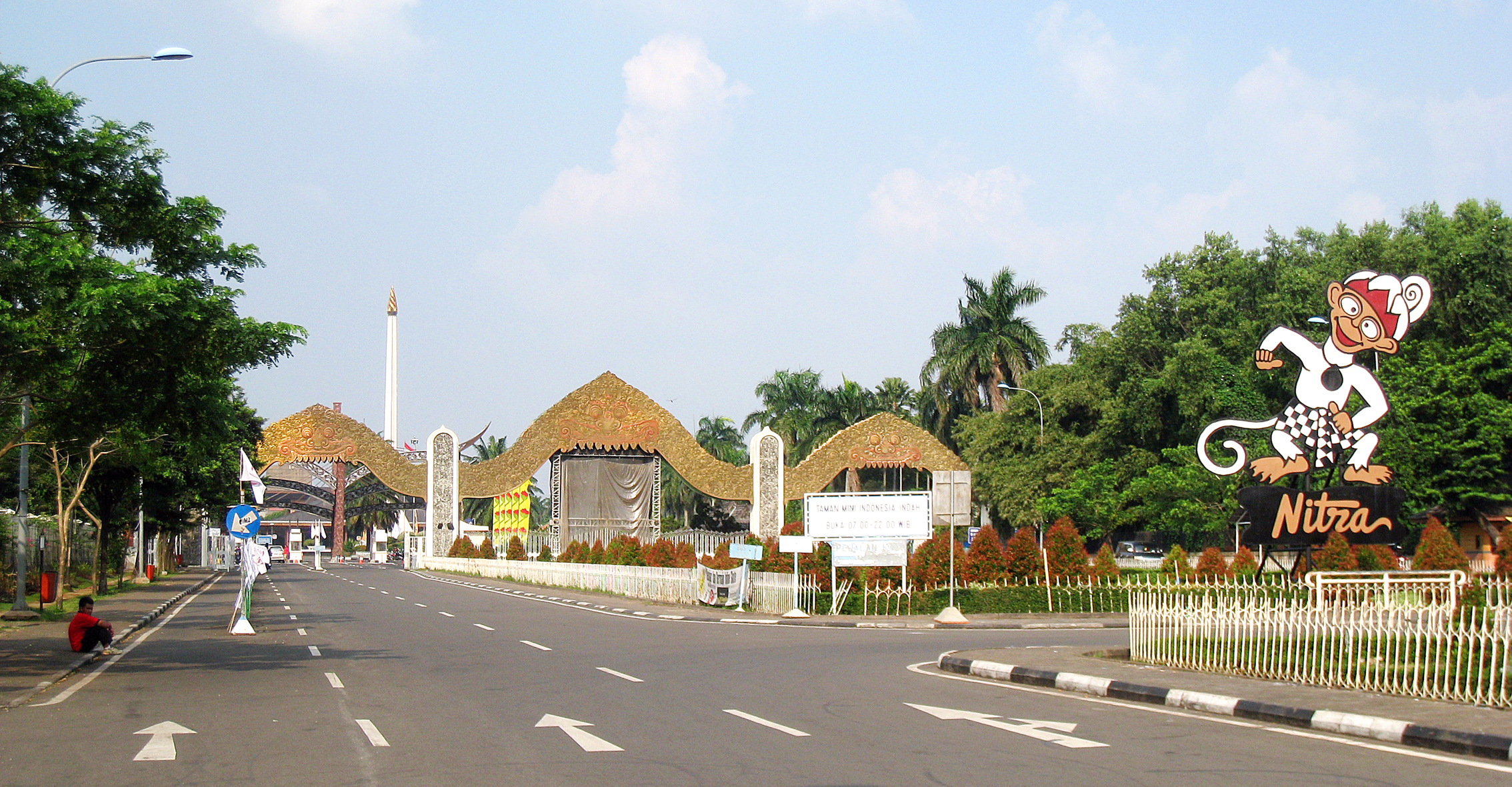
L'entrée principale et son Kala Makara
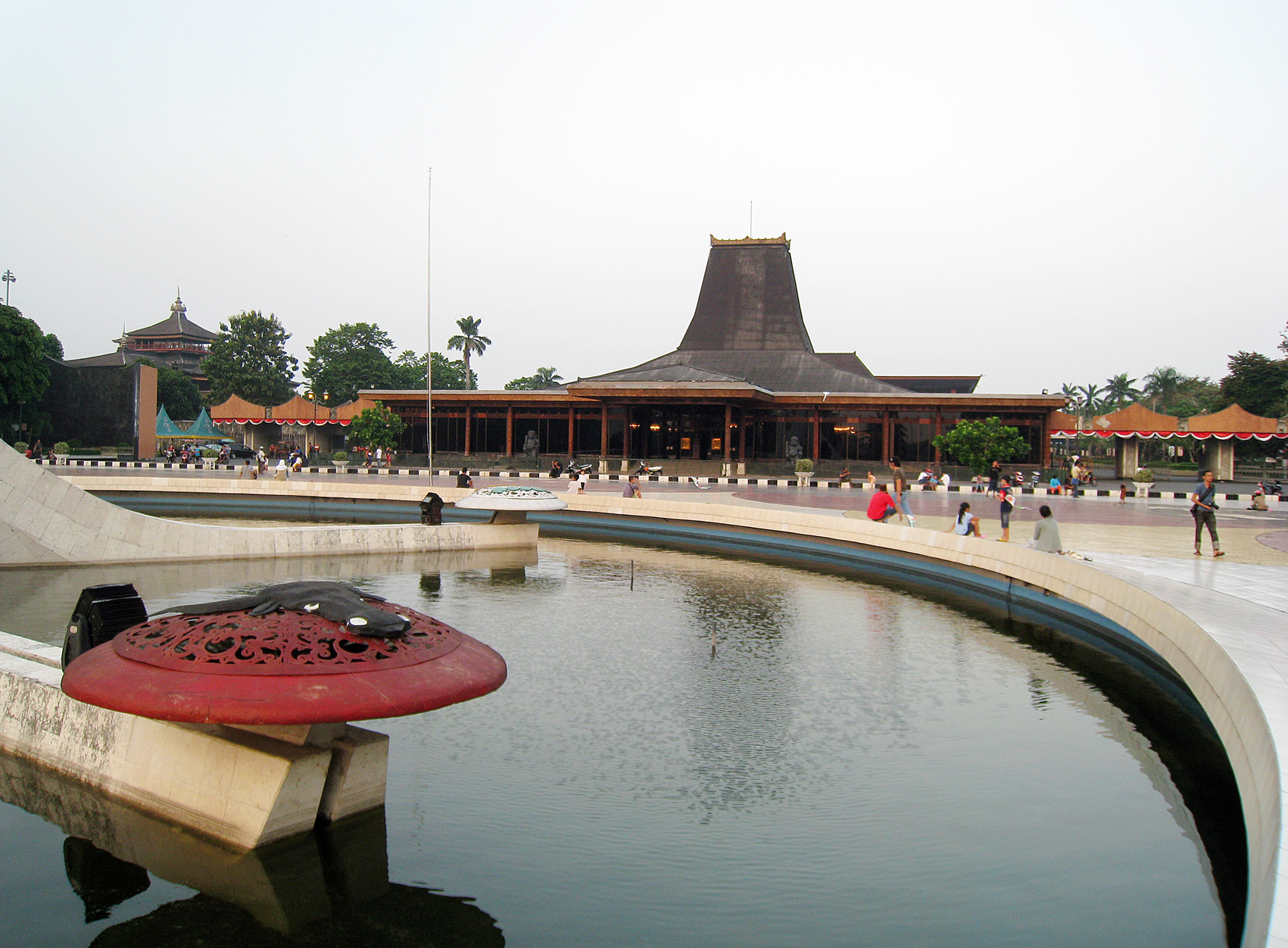
Le bâtiment principal Sasono Utomo
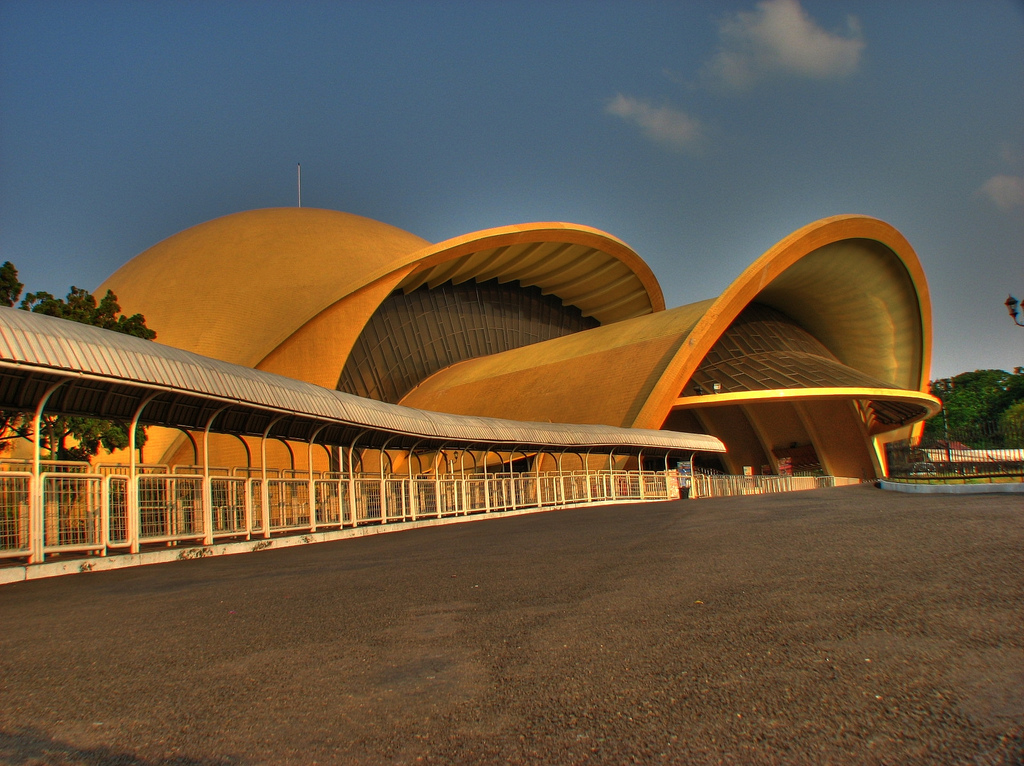
Le Keong Emas ou "escargot d'or"
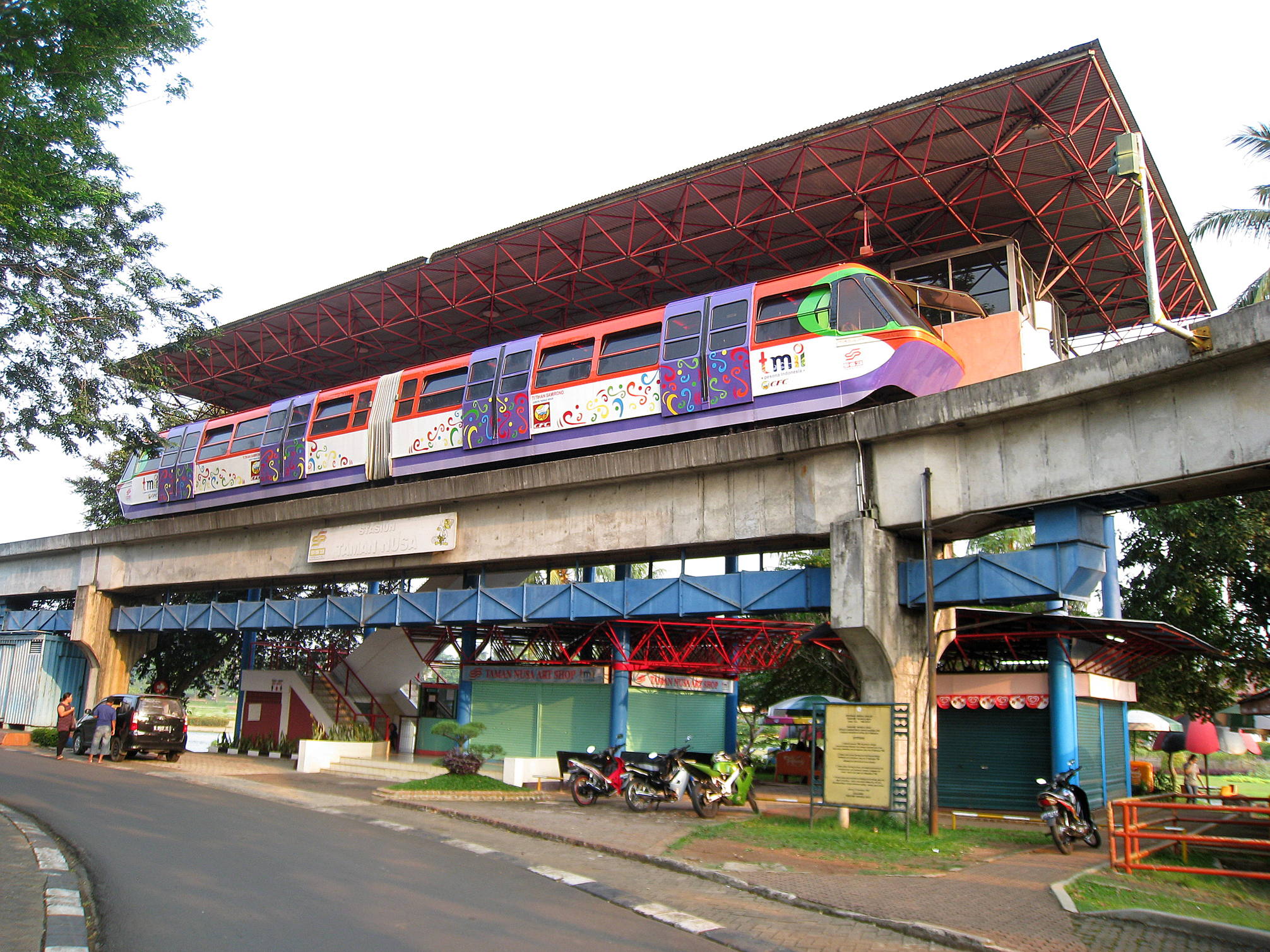
L'Aeromovel, un chemin de fer atmosphérique inauguré en 1989. Le rail de béton constitue un tube pneumatique. Le véhicule est relié à une plaque dans le tube propulsée par la pression de l'air.